# Sielsowiet Olechnowicze
Sielsowiet Olechnowicze (biał. Аляхновіцкі сельсавет, ros. Олехновичский сельсовет) – sielsowiet na Białorusi, w obwodzie mińskim, w rejonie mołodeczańskim. Siedziba urzędu mieści się w Olechnowiczach.

## Miejscowości
- agromiasteczko:
  - Olechnowicze
- wsie:
  - Balcery
  - Bortniki
  - Dubrowa
  - Gojżewo
  - Jelonka
  - Kajcienie
  - Korsakowicze
  - Krywionki
  - Kuchary
  - Nowosiółki 1
  - Nowosiółki 2
  - Popowszczyzna
  - Poźniaki
  - Rusaliszki
  - Starzynki
  - Sysuny
  - Tokarzewszczyzna
  - Usza 2